# Jul nu
Jul nu var en löst sammansatt politisk grupp, verksam i Stockholm 1968, som startades i och med protesterna mot tonårsmässan Teenage fair på Storängsbotten i Stockholm hösten 1968. Gruppen kritiserade vad de ansåg vara julens konsumtionshysteri och det kapitalistiska systemet i stort. Deras slagord var bland andra "Stoppa julterrorn", "Vägra julklappar", "Friställ tomten" och "Fira en kollektiv jul i år". Utöver att protestera och genomföra aktioner producerade de en antijultidskrift och till gruppen hörde även teatergruppen Lymmelteatern som uppträdde på gator och torg. Sista manifestationen som anordnades av Jul nu skedde den 14 december 1968 då en begravningsliknande procession tågade över Hötorget mot Åhléns, stillsamt sjungande Dona Nobis Pacem. Många i gruppen kom att engagera sig i rörelsen Alternativ jul som i februari 1969 blev gruppen Alternativ stad.